# Canais de televisão da República Dominicana
Na República Dominicana existem mais de 50 canais de televisão em todo o território nacional.  Esta é uma lista dos canais de televisão mais conhecidos neste país:

## Canais
| Nome do Canal          | Operadora                                    | Frequência | Cidade                 | Propriedade     |
| ---------------------- | -------------------------------------------- | ---------- | ---------------------- | --------------- |
| Teleantillas           | Grupo Corripio                               | Canal 2    | Santo Domingo          | Privado         |
| Oui TV                 | Gestión de Medios y Publicidad Online        | Canal 3    | Santiago               | Privado         |
| Televiaducto           | Televiaducto, S.A.                           | Canal 3    | Moca                   | Privado         |
| Canal 4RD              | Corporación Estatal de Radio y Televisión    | Canal 4    | Santo Domingo          | Público         |
| Telemicro              | Grupo de Medios Telemicro                    | Canal 5    | Santo Domingo          | Privado         |
| Canal 6                | Medios Educativos y Comunicaciones, S.A.     | Canal 6    | Santo Domingo          | Privado         |
| Antena 7               | Albavisión                                   | Canal 7    | Santo Domingo          | Privado         |
| Aster TV               | Grupo de Medios Telemicro                    | Canal 8    | Santo Domingo          | Privado         |
| Color Visión           | Corporación Dominicana de Radio y Televisión | Canal 9    | Santo Domingo          | Privado         |
| Mia TV                 | Grupo Next                                   | Canal 10   | La Altagracia (Higuey) | Privado         |
| OnTV                   | Grupo Diario Libre                           | Canal 10   | Santo Domingo          | Privado         |
| Valle Visión           | José Veras                                   | Canal 10   | La Vega                | Privado         |
| Yuna Visión            | Yunavisión, S.A.                             | Canal 10   | Monseñor Nouel (Bonao) | Privado         |
| Telesistema            | Grupo Corripio                               | Canal 11   | Santo Domingo          | Privado         |
| Puerto TV              | Franjul Medios, S.A.                         | Canal 12   | La Romana              | Privado         |
| Telecentro             | Grupo de Medios Telemicro                    | Canal 13   | Santo Domingo          | Privado         |
| Market TV              | Market TV, S.A.                              | Canal 14   | Santo Domingo          | Privado         |
| Digital 15             | Grupo de Medios Telemicro                    | Canal 15   | Santo Domingo          | Privado         |
| N16                    | Grupo Frecuencias Dominicanas                | Canal 16   | Santo Domingo          | Privado         |
| Teleunion              | Grupo de Comunicaciones Anthony Marte        | Canal 16   | Santiago               | Privado         |
| Tele Oriente           | Romana TV, S.A.                              | Canal 16   | La Romana              | Privado         |
| Quisqueya TV           | Corporación Estatal de Radio y Televisión    | Canal 17   | Santo Domingo          | Público         |
| Cinevisión             | Telenorte, S.A.                              | Canal 19   | Santo Domingo          | Privado         |
| Nexxo TV               | Gestión de Medios y Publicidad Online        | Canal 20   | Santiago               | Privado         |
| Antena 21              | Albavisión                                   | Canal 21   | Santo Domingo          | Privado         |
| Teledigital            | Teledigital, S.A.                            | Canal 22   | Santo Domingo          | Privado         |
| Telefuturo             | Radio Cadena Comercial, S.A.                 | Canal 23   | Santo Domingo          | Privado         |
| Canal 25               | Telemedios Dominicanos, S.A.                 | Canal 25   | Santiago               | Privado         |
| RNN                    | Banco Central De La Republica Dominicana     | Canal 27   | Santo Domingo          | Privado         |
| Teleuniverso           | Canales Progessio, S.A.                      | Canal 29   | Santiago               | Privado         |
| Canal 31               | Grupo de Medios Telemicro                    | Canal 31   | Santo Domingo          | Privado         |
| Sierra Vision          | Sierra Vision, S.A.                          | Canal 31   | San José de las Matas  | Privado         |
| Tele Azul              | Grupo Azul                                   | Canal 31   | Santiago               | Privado         |
| Supercanal             | Grupo Supercanal                             | Canal 33   | Santo Domingo          | Privado         |
| Sport Visión           | Sport Visión 35 TV, S.A.                     | Canal 35   | Santo Domingo          | Privado         |
| CDN                    | Medios Caribe                                | Canal 37   | Santo Domingo          | Privado         |
| Coral 39               | Grupo Corripio                               | Canal 39   | Santo Domingo          | Privado         |
| Televida               | Arzobispado de Santo Domingo                 | Canal 41   | Santo Domingo          | Publico-Privado |
| Galaxia Teve           | Medios del Norte                             | Canal 42   | Santiago               | Privado         |
| America 42             | Tierramerica, S.R.L.                         | Canal 42   | Santo Domingo          | Privado         |
| Mega Visión            | Grupo de Comunicaciones Anthony Marte        | Canal 43   | Santiago               | Privado         |
| TV 43                  | Telemacoris, C. x. A.                        | Canal 43   | San Pedro de Macoris   | Privado         |
| Teleradio América      | Teleradio América, S.A.                      | Canal 45   | Santo Domingo          | Privado         |
| Amé                    | Grupo López                                  | Canal 47   | Santo Domingo          | Privado         |
| Sistesur               | Sistema Televisivo del Sur, S.A.             | Canal 49   | Santo Domingo          | Privado         |
| TNI                    | Grupo Burgos Multimedios                     | Canal 51   | Santo Domingo Este     | Privado         |
| Teleimpacto            | Teleimpacto, S.R.L.                          | Canal 52   | Santo Domingo          | Privado         |
| La Voz de Maria        | Arzobispado de la Vega                       | Canal 53   | La Vega                | Privado         |
| Carivisión             | Julio Hazim                                  | Canal 53   | Santo Domingo          | Privado         |
| Luna TV                | Víctor Miguel Tavares                        | Canal 53   | Santiago               | Privado         |
| Super TV 55            | Cibao TV Medios                              | Canal 55   | Santiago               | Privado         |
| Caña TV                | Promociones PA, S.A.                         | Canal 55   | La Romana              | Privado         |
| TV Recuerdos           | Teledigital, S.A.                            | Canal 56   | Santo Domingo          | Privado         |
| Latin Music Televisión | Franklin Medina                              | Canal 57   | Santo Domingo          | Privado         |
| Telecontacto           | Medios del Norte                             | Canal 57   | Santiago               | Privado         |
| Canal 57               | Empresas Radiofónicas, S.A.                  | Canal 57   | Barahona               | Privado         |
| Mango TV               | Juan Luis Guerra                             | Canal 59   | Santo Domingo          | Privado         |
| Canal 61               | Fundación Global Democracia y Desarrollo     | Canal 61   | Santo Domingo          | Público         |
| Digital Visión         | Digital Visión Canal 63, S.A.                | Canal 63   | San Cristóbal          | Privado         |
| Canal del Sol          | Medios Educativos y Comunicaciones, S.A.     | Canal 65   | Santo Domingo          | Privado         |
| CDN SportsMax          | Medios Caribe                                | Canal 67   | Santo Domingo          | Privado         |
| Banivision             | Banivision, S.A.                             | Canal 67   | Bani                   | Privado         |
| Santo Domingo TV       | Grupo Frecuencias Dominicanas                | Canal 69   | Santo Domingo          | Privado         |